# Liste der singapurischen Botschafter beim Heiligen Stuhl
Die Liste der singapurischen Botschafter beim Heiligen Stuhl bietet einen Überblick über die Leiter der diplomatischen Vertretung Singapurs beim Völkerrechtssubjekt des Heiligen Stuhls seit Aufnahme diplomatischer Beziehungen.
| Amtszeit  | Name                   | Anmerkung                                             |
| --------- | ---------------------- | ----------------------------------------------------- |
| 1982–1986 | Chiang Hai Ding        | Botschafter                                           |
| 1986–1988 | Francis Yeo Teng Yang  | Botschafter                                           |
| 1988–1992 | Jayalekshimi Mohideen  | erst als Geschäftsträgerin, ab 1991 als Botschafterin |
| 1992–1993 | Kheng Hua Lim-Iseli    | Geschäftsträger                                       |
| 1993–1997 | Mary Seet-Cheng        | Botschafterin                                         |
| 1997–1999 | Eng Fong Pang          | Botschafter                                           |
| 1999–2003 | Ampalavanar Selverajah | Botschafter                                           |
| 2003–2006 | Walter Woon            | Botschafter                                           |
| 2006–2007 | Joseph Teo             | Geschäftsträger                                       |
| 2007–     | Barry Desker           | Botschafter                                           |

## Weblink
- Martin Wolters: Das beim Hl. Stuhl akkreditierte Diplomatische Korps In: Die Apostolische Nachfolge